# Учитель танцев (фильм)
«Учитель танцев» — советский фильм-спектакль в постановке Центрального театра Советской армии по одноимённой пьесе Лопе де Веги (1594).

## История создания
Музыкальный спектакль «Учитель танцев» была впервые поставлен на русском языке (в переводе Татьяны Щепкиной-Куперник) в 1946 году в Центральном театре Красной армии. Среди граждан СССР, измученных тяготами войны, жизнерадостная пьеса пользовалась огромной популярностью.
Экранная версия спектакля была записана в 1952 году. Роль учителя танцев Альдемаро стала визитной карточкой Владимира Зельдина: именно для её исполнения он был приглашён в театр. Знаменитый танец Зельдина поставил Владимир Бурмейстер.

## Съёмки
В послевоенные годы съёмки игровых картин не поощрялись (в 1951—1952 год на «Мосфильме» были выпущены буквально единицы художественных фильмов) и недостаток фильмов восполняли за счёт съёмок популярных театральных постановок, в число которых входил и «Учитель танцев». Режиссёром фильма стала Татьяна Лукашевич, поставившая другую популярную музыкальную комедию — «Свадьба с приданым».
Как вспоминает Владимир Зельдин, «художникам на „Мосфильме“ пришло в голову сделать пол стеклянным. Но разве можно на нём танцевать? Его никакая канифоль не берёт! Нет точки опоры. И приходилось преодолевать это скольжение, в то время как хотелось получать от танцев удовольствие».

## Критика и восприятие
Многим советским критикам фильм казался слишком легкомысленным. Другие расценили попытку перенести спектакль на экран как неудачную: «Пытаясь использовать ту любовь, которую проявляют советские зрители к лучшим классическим и современным комедийным спектаклям, кинематографисты зафиксировали на плёнку „Учителя танцев“ в театре ЦТСА… Спектакль „Учитель танцев“ оказался на плёнке затянутым, нудным. Длинные монтажные куски с актёрами, выговаривающими свой текст, были в непримиримом противоречии с интенсивным внутрикадровым движением».
В 1952 году фильм занял второе место в советском кинопрокате: его посмотрели 27 миллионов 900 тысяч зрителей. Многие фразы из спектакля и фильма стали крылатыми: например, песенка Альдемаро («Только тот достигнет цели, кто не знает слова „страх“») цитируется в нескольких произведениях братьев Стругацких («Попытка к бегству», «Понедельник начинается в субботу»).

## В ролях

Генриетта Островская в роли Лисены в фильме «Учитель танцев». 1952

- Владимир Зельдин — Альдемаро
- Марк Перцовский — Белардо
- Георгий Сорокин — Рикаредо
- Борис Лесовой — Альбериго
- Любовь Добржанская — Фелисиана
- Владимир Благообразов — Тебано
- Михаил Майоров — Вандолино
- Яков Халецкий — Тулио
- Гитя Островская — Лисена
- Татьяна Алексеева — Флорела